# 名樱大学
26°37′28.98″N 127°58′29.2″E / 26.6247167°N 127.974778°E
名樱大学（日语：／ Meio Daigaku），简称名樱大，是位于日本冲绳县的一所大学，建立于1994年。2010年由私立大学改制为公立大学。

## 概况
名樱大学位于冲绳县名护市字為又1220-1，学校以“和平·自由·进步”作为办学的基本理念，以“培养将来活跃于国际社会的国际型人才”作为使命和目的。
学校在1994年正式设立到2010年3月31日之前，由法人“名护综合学园”以“公立民营”的方式运营。转为公立大学后，学校改由冲绳县政府和以名护市为主的冲绳北部12个市镇村共同设立的特别地方公共团体“北部广域市地区事务组合”共同设立的组合法人运营。日本国内同样采取此种组合法人方式运营的学校还有国际教养大学、東京都立产业技术大学院大学、情报科学艺术大学院大学等。

## 历史

### 筹建
学校设立肇因冲绳县北部地区民众强烈要求和邀请，希望在冲绳县北部地区设立一所高等教育研究机构。1991年7月，学校法人“名护综合学园”筹备委员会成立。1992年4月，筹委会向日本文部省提交学校法人名护综合学园设立基本构想申请。1992年7月至1993年9月，文部省对大学设置进行了审查和实地调查，1993年12月，日本文部省大臣批复设立学校法人“名护综合学园”。

### 成立
1994年4月，名樱大学正式建校，并举办了第1届入学典礼，当时设立国际学部。1996年4月，名樱大学综合研究所设立。1998年3月，第1届学生毕业。2000年6月，学校提交申请成立名樱大学研究院国际文化研究科，同年12月，申请获批，翌年4月，名樱大学研究院国际文化研究科正式成立。2002年2月名樱大学同学会设立。2005年4月，名樱大学人类健康学部体育健康学科成立。2007年4月，名樱大学国际学群国际学类和名樱大学人类健康学部看护学科成立。

### 公立化
2009年12月21日，冲绳县北部地域市区村事务协会提交成立“公立大学法人名樱大学”申请以及学校法人“名护综合学园”变更申请和学校法人解散申请，推动学校由私立大学变成公立大学。2010年3月19日，冲绳县知事批准成立“公立大学法人名樱大学”，同日，文部科学大臣批准学校原法人解散。同年4月1日，公立大学法人名樱大学正式成立。2011年4月，名樱大学研究生院护理学研究科成立。

## 教育和研究机构
- 国際学群
  - 国際学類
    - 国际文化专业
    - 语言教育专业
    - 经营专业
    - 信息系统专业
    - 诊疗信息管理专业
    - 观光产业专业
- 人类健康学部
  - 运动健康学科
  - 护理学科
- 研究生院
  - 国际文化研究科
  - 护理学研究科
- 附属设施
  - 名樱大学附属图书馆
  - 综合研究所[2]

## 学校排名
名樱大学在4ICU发布的2015年度高校排名中，位列日本国内高校第323位。